# Tailor Swif
"Tailor Swif" é uma canção do rapper americano ASAP Rocky, lançada em 30 de agosto de 2024, como o segundo single de seu próximo quarto álbum de estúdio, Don't Be Dumb. Seu videoclipe foi lançado no mesmo dia no YouTube. O título da música é uma referência à cantora e compositora americana Taylor Swift.

## Histórico e lançamento
A música foi apresentada pela primeira vez na apresentação de ASAP Rocky durante o "Rolling Loud Portugal" em julho de 2022, sob o nome "Wetty". A faixa, assim como o videoclipe que a acompanha, vazariam depois online. Em julho de 2023, ASAP Rocky cantou a música mais uma vez no "Rolling Loud Miami", referindo-se a ela como "Wetty (Taylor Swift)". A referência à cantora Taylor Swift no nome da música gerou uma discussão significativa nas redes sociais. Em 29 de agosto de 2024, o artista anunciou a música como o segundo single de Don't Be Dumb, mudando o nome para "Tailor Swif".

## Videoclipe
O videoclipe de "Tailor Swif" foi lançado no canal do ASAP Rocky no YouTube em 30 de agosto de 2024. Foi dirigido por Vania Heymann e Gal Muggia. O videoclipe foi filmado em Kiev, Ucrânia, em dezembro de 2021. O vídeo foi indicado ao Grammy de Melhor Videoclipe, mas perdeu para o videoclipe de "Not Like Us" de Kendrick Lamar.

## Paradas musicais
| Desempenho (2024)                                 | Posição de Pico |
| ------------------------------------------------- | --------------- |
| Canadá (Billboard)                                | 80              |
| Estados Unidos (Billboard)                        | 84              |
| Músicas estadunidenses de R&B/Hip-Hop (Billboard) | 18              |
| Global (Billboard)                                | 127             |
| Letónia (LAIPA)                                   | 8               |
| Nova Zelândia (RMNZ)                              | 2               |
| Polónia (Polish Streaming Top 100)                | 62              |
| Suíça (Swiss HitParade)                           | 72              |